# Wikariat Valongo
Wikariat Valongo − jeden z 22 wikariatów diecezji Porto, składający się z 6 parafii:
- Parafia św. Juliana w Água Longa
- Parafia św. Wincentego w Alfena
- Parafia św. Marcina w Campo
- Parafia św. Wawrzyńca w Ermesinde
- Parafia św. Andrzeja w Sobrado
- Parafia św. Mammeda w Valongo